# Frank O’Beirne

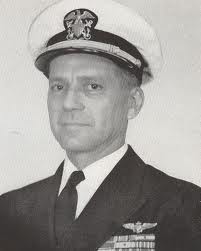
Frank O’Beirne

 Frank O’Beirne (* 1903 in Biloxi, Mississippi; † 19. Oktober 1998) war ein US-amerikanischer Offizier der United States Navy und bis 1963 Kommandant der Atlantic Fleet’s Navy air forces (COMNAVAIRLANT) im Rang eines Vizeadmirals.

## Leben

### Jugend und Schule
O’Beirne wurde in Mississippi geboren und wuchs in Elgin Illinois auf. Er absolvierte die US Naval Academy in Annapolis (Maryland) 1926 und machte einen Masterabschluss für Luftfahrttechnik an der University of Michigan.

### Militärische Laufbahn
- Er flog mit Colonel Charles Lindbergh als Teil des Luftakrobatprogramms der Marine.
- kommandierender Offizier einer Aufklärungseinheit während des japanischen Angriffs auf Pearl Harbor 1941.
- 1948 bis 1950 stellvertretender Marineattachee in London.
- kommandierender Offizier der Midway vom 2. April 1952 bis zum 4. April 1953
- Arbeit für die Joint Chiefs of Staff.
- Kommandeur des Armed Forces Special Weapons Project (AFSWP) in Sandia Base, Albuquerque, New Mexico.

Er wurde ausgezeichnet mit dem Legion of Merit, dem Bronze Star with Combat V und der Air Medal.

### Karriere in der Wirtschaft
Nach dem Abschied aus dem militärischen Dienst 1963 war er Berater für North American Aviation Inc. und ARINC Research Corp. (ARINC).

### Privates
O’Beirne spielte gern Golf, fotografierte gern und beschäftigte sich mit der Ahnenforschung. Zuletzt lebte er in McLean (Virginia). Er starb an multiplem Organversagen am 19. Oktober 1998 im Inova Fairfax Hospital und wurde am 16. November 1998 auf dem Nationalfriedhof Arlington beigesetzt.